# Daniel Pfister (Architekt)

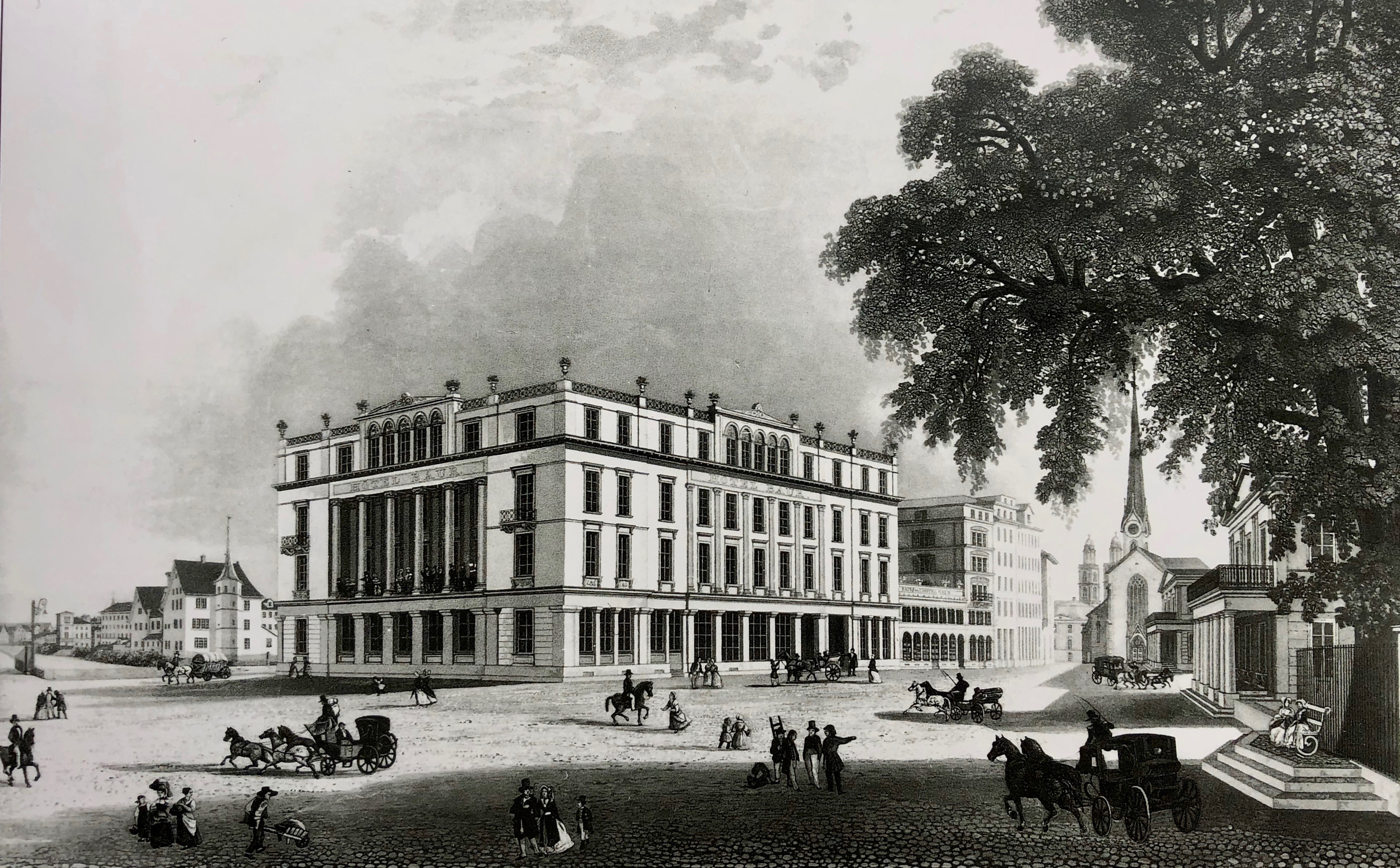
Paradeplatz 1838 mit dem eben erbauten Hotel Baur

Daniel Pfister (* 27. oder 28. Januar 1808 in Männedorf; † 30. Oktober 1847 in Riesbach) war ein Schweizer Baumeister-Architekt, der durch seine Beiträge zur damals noch neuen Bauaufgabe der Hotelarchitektur Aufsehen erregte.

## Leben
Nach der Ausbildung als Steinhauer und Baumeister und Studienreisen nach Frankreich, Deutschland und Russland liess sich Pfister in Riesbach nieder, von wo aus er sich 1835 erfolglos um das Amt des Staatsbauinspektors bewarb. Ab 1836 war er mitbeteiligt an der von Carl Ferdinand von Ehrenberg herausgegebenen Zeitschrift für das gesamte Bauwesen, der ersten einschlägigen Fachzeitschrift der Schweiz. 1837 war er Gründungsmitglied des Schweizerischen Ingenieur- und Architektenvereins.

## Bauten und Entwürfe

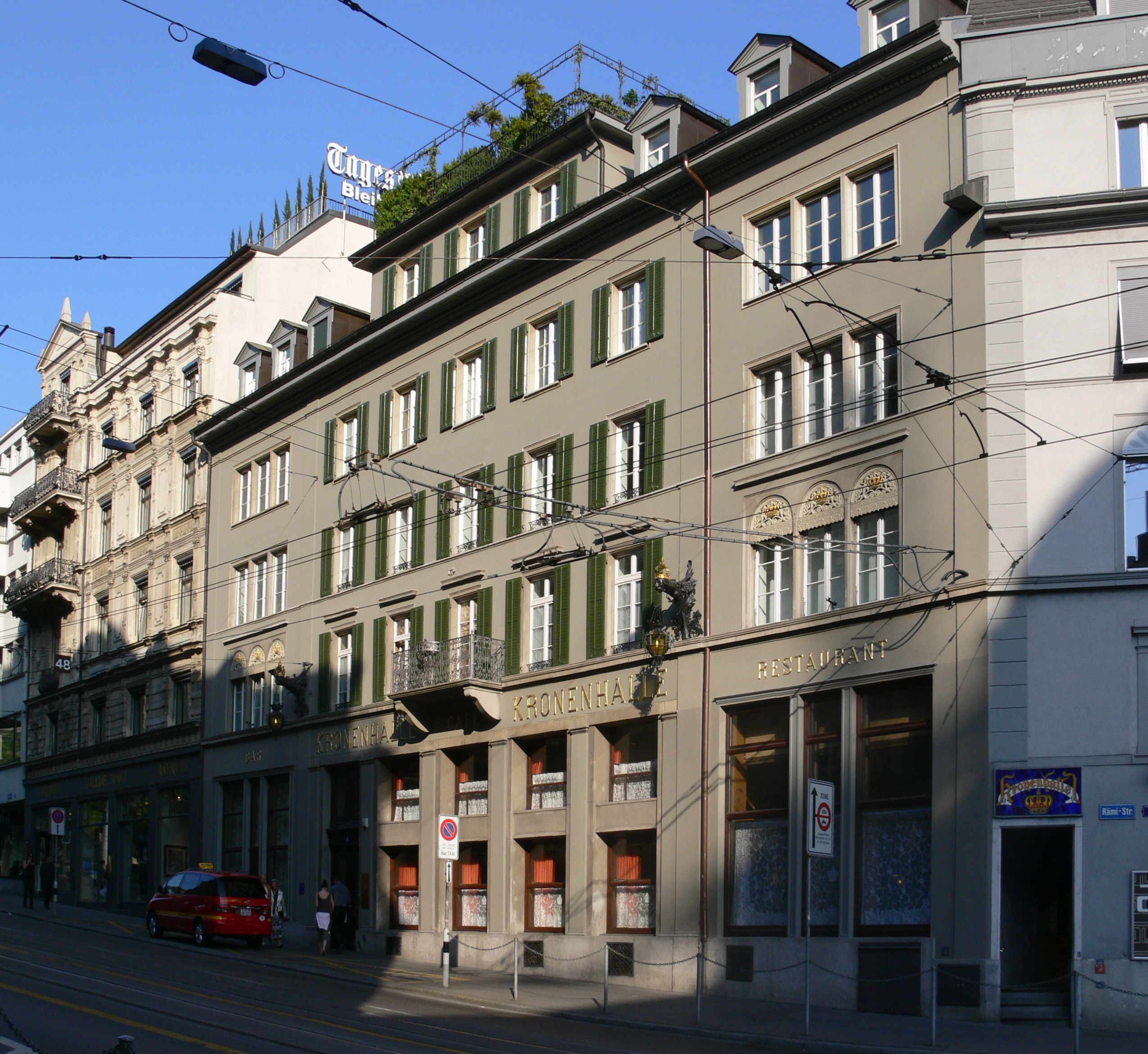
Kronenhalle an der Rämistrasse, ehemaliges Gasthaus Zur neuen Krone

Pfisters erhaltene Bauten sind, soweit bekannt, sämtlich mehr oder weniger umgebaut oder ganz zerstört.
- 1834–1835: Wettbewerbsentwurf Kirche Neumünster
- 1835: Gasthof-Anbau Salon, später Casino, in Zürich-Tiefenbrunnen (abgebrochen)
- 1835–1836: Villa Mexiko in Zürich-Riesbach (Zuschreibung; 1929 erweitert)
Auch die klassizistische Villa Mexiko an der Mühlebachstrasse stammt aus der ersten Bauperiode Zürcher Prachtvillen in Riesbach. Sie wurde von Otto Pfleghard 1929 durch einige Anbauten ergänzt und 2010 ins Inventar denkmalgeschützter Bauten der Stadt Zürich aufgenommen.[1]
- 1835–1836: Villa in Zürich-Riesbach (Zuschreibung)
- 1836–1838: Hotel Savoy, später Baur en Ville, in Zürich
Das im klassizistischen Stil nach englischem Vorbild des Palladianismus errichtete Hotel Savoy, das spätere Baur en Ville – zur Unterscheidung zum 1842 erbauten Baur au Lac – war der erste reine Hotelbau Zürichs.[2] Das Haus, das ursprünglich etwa 90 Zimmer besass, wurde 1908 durch Pfleghard und Haefeli erweitert und umgebaut und 1975–1977 abgerissen und rekonstruiert.
- 1837: Hotel Zur goldenen Krone in Zürich (Zuschreibung)
Das Gasthaus am Limmatquai, für dessen Urheberschaft auch Hans Conrad Stadler in Frage kommt, wurde 1907–1909 im Sinn des Jugendstils von Franz Huwyler umgebaut.[3]
- 1838: Wohnhaus in Zürich-Riesbach
- 1840–1841: Hotel du Lac in Zürich (Zuschreibung)
- 1840–1841: Hotel Zur neuen Krone in Zürich
Die Dependance Zur neuen Krone an der Rämistrasse wurde 1862 geteilt; in den linken Teil kam der Vorgänger der heutigen Kronenhalle.[4]
- 1846: Villa zur Flora in Zürich (abgebrochen)